# デビー・グリーン
デビー・グリーンことデボラ・グリーン（Deborah "Debbie" Green、現姓：Green-Vargas、女性、1958年6月25日 - ）は、アメリカ合衆国の元バレーボール選手、元アメリカ合衆国代表。ロサンゼルスオリンピック銀メダリスト。
デビーは歴代のアメリカ合衆国代表セッターの中でも、ベストセッターと謳われた。

## 大学入学まで
1958年に韓国ソウル特別市に生まれ、カリフォルニア州で育った。ウェストミンスター高校（英語版）在学中に、Adidas Junior Teamのメンバーとなり国内タイトルを総なめにした。デビーは史上最年少でオールアメリカン（英語版）に選出されている。

## 大学
大学は南カリフォルニア大学（USC）に進学した。デビーは低身長にも拘わらず、USC在学中に2度オールアメリカン（セッター部門）に選出された。デビーは素早くボールの下に回り込み、ジャンプトスを繰り出すことで、アタッカーに攻撃機会を与えるプレーを続けた。
1977年にはUSCトロージャンズは38勝無敗の成績でAIAW選手権（英語版）に優勝した。シーズン無敗記録は米国バレーボールの学生チームとしては初であった。翌1978年にもデビーは同選手権でUSCトロージャンズを優勝に導いた。

## オリンピック
デビーは1980年の夏季オリンピックアメリカ合衆国女子代表に選出されたが、合衆国が参加ボイコットしたために幻の代表となった。次大会（1984年ロサンゼルスオリンピック）でも代表に選出され、合衆国女子代表チームの歴代最高位となる銀メダル獲得に貢献した。

## プロ選手
デビーは国内女子プロバレーボールリーグのチームであるロサンゼルス・スターライツ（英語版）でプレーし、1987年と1988年には二連覇に貢献した。
2008-09シーズン終了まで、デビーはカリフォルニア州立大学ロングビーチ校でアシスタントコーチを務めた。

## 私生活
デビーは1992年にカリフォルニア州立大学ロングビーチ校でコミュニケーション学士号を取得している。
Joe Vargasと結婚し二子を儲けた。うち一人はデビーと同じくセッターで、デビーがアシスタントコーチを務めたUCロンビーチでプレーしていた。
1986年に全米バレーボール協会の殿堂入りを果たし、同年4月に合衆国歴代プレーヤから選ばれる「All-Time Great Volleyball Player」賞を受賞した。また女性として初めてオレンジ郡スポーツ殿堂入りの栄に浴した。USCでは、デビーの背番号を永久欠番とし、2003年には女性として五人目となるUSCアスリート殿堂入りを果たした。また1995年にはバレーボール殿堂入りの栄誉に浴している。

## 参考
- デビー・グリーン - Olympedia（英語）